# Falchera
La Falchera (Farchera in piemontese) è un quartiere della Circoscrizione 6 di Torino, situato nell'estrema periferia nord della città.

## Storia

### Il Borgo Vecchio e le origini del quartiere

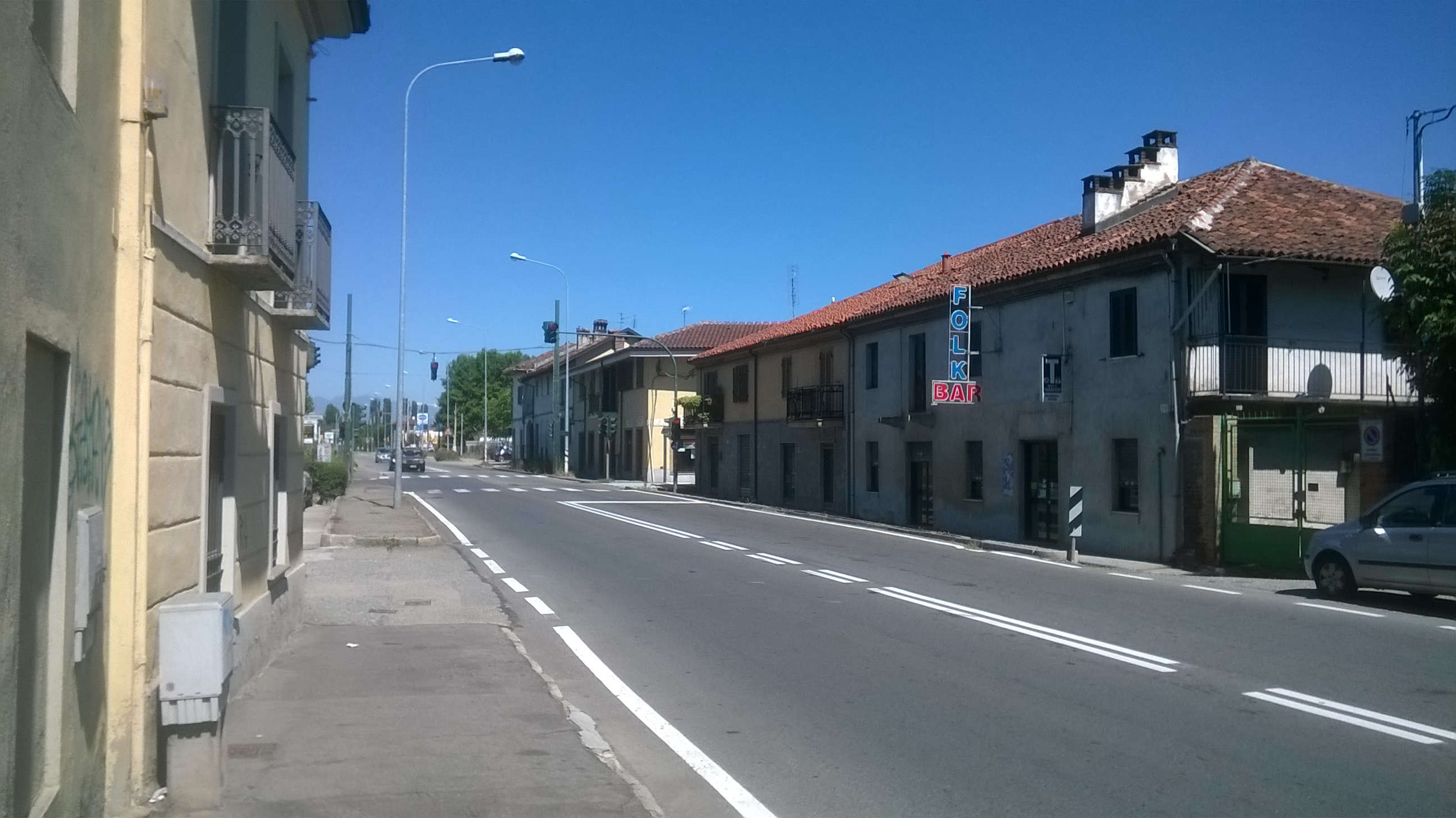
Il vecchio borgo di Falchera

Sino al tardo Ottocento il territorio della Falchera era un'area prevalentemente rurale, costellata di terreni agricoli e pastorizi e di un discreto numero di cascine. Fra le più antiche, ad esempio, si ricordano le quattrocentesche Ranotte e Antioca, la cinquecentesca Ca Bianca, le settecentesche Barberina e Gli Stessi e infine la cascina Falchera, risalente anch'essa ai primi del Settecento. Proprio a quest'ultimo edificio, originariamente di proprietà della famiglia Falchero, deve il nome l'intero quartiere.
Fin dai quei tempi la zona era attraversata da un'importante arteria stradale, il cosiddetto stradone o strada di Leinì (l'attuale strada provinciale di Cuorgnè), che collegava Torino con l'area nord del Canavese. Lungo questa strada nacque il primo nucleo della Falchera, oggi noto come il Borgo Vecchio, un agglomerato di poche case rurali ed alcuni esercizi commerciali (botteghe artigianali, negozi di generi alimentari, un'osteria, ecc.) che, fra l'altro, si dotò presto di una scuola elementare, la cosiddetta scuola di Ponte Stura (1898). Grazie alla sua particolare ubicazione, il Borgo Vecchio era un punto sia di transito sia di sosta per quei commercianti che, con i loro carretti, portavano le merci dal basso Canavese ai mercati della città. In quegli anni, inoltre, la provinciale di Cuorgnè era attraversata da una linea tranviaria detta Canavesana o tramway Torino-Leinì-Volpiano a vapore, che, dal 1883 al 1929, collegava la cintura nord di Torino al resto della città, giungendo fino a Porta Palazzo.
Al di là della provinciale, altre strade di rilievo erano la strada del Villaretto e la strada vicinale dell'Abbadia di Stura, che conducevano rispettivamente allo storico borgo del Villaretto e all'antica Abbazia di Stura, di origine medievale. In passato entrambi questi luoghi erano dei punti di riferimento importanti per l'abitato dell'Oltrestura, tenendo presente che, già nel Settecento, gran parte di questa regione era compresa nel Contado di Villaretto e Cascinette e faceva parte della Parrocchia dell'Abbadia di Stura.
Ad ogni modo, l'abitato del Borgo Vecchio si sviluppò principalmente lungo la strada di Cuorgnè, punto di ingresso significativo nella periferia nord di Torino. Al di fuori di quest'asse, nuclei minori di case sorsero anche attorno ai vecchi cascinali della zona, soprattutto nei pressi della Barberina e dell'Antioca e, nel lato est, in prossimità delle Ranotte.

### Falchera Vecchia

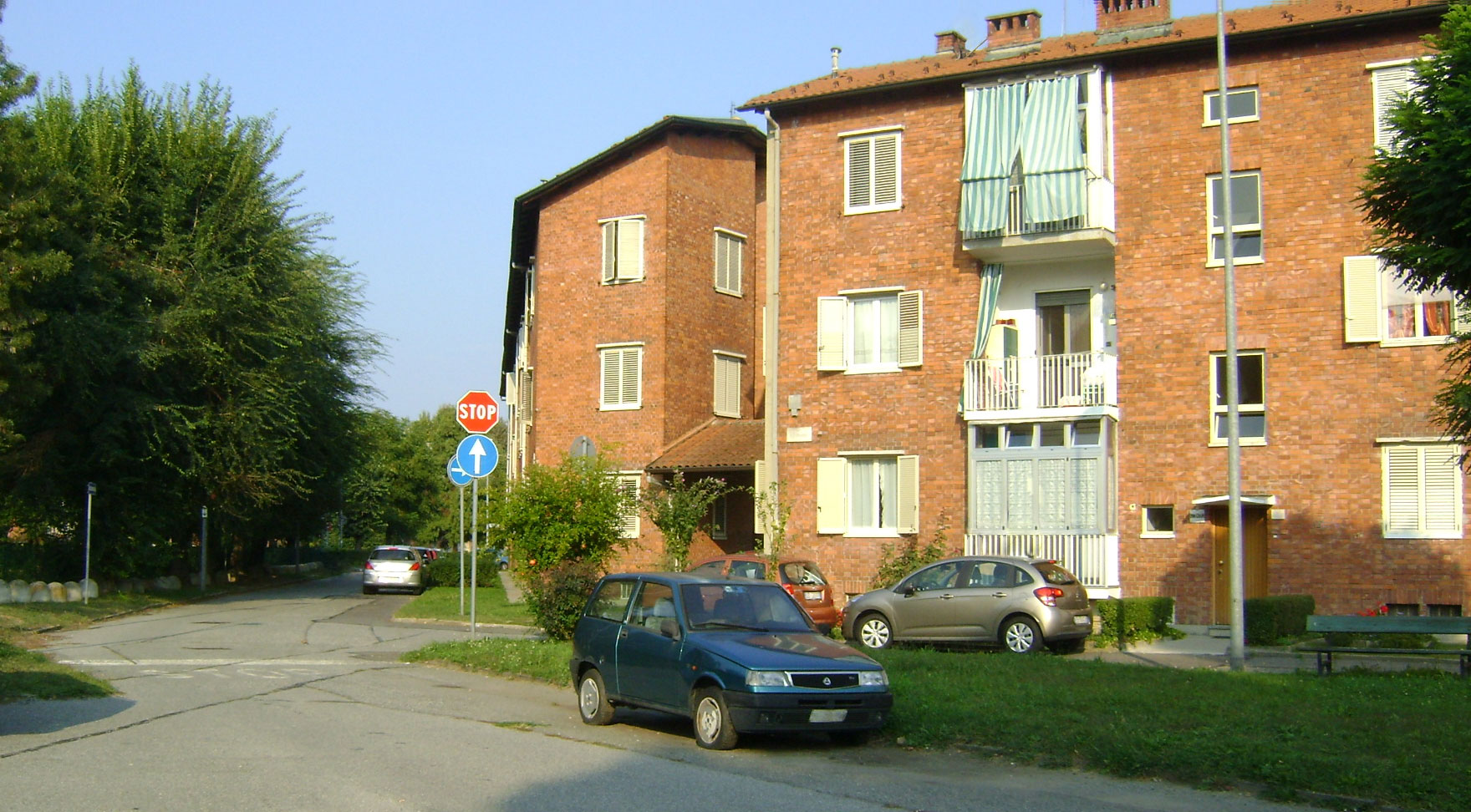
Esempio di caseggiati INA-Casa della Falchera Vecchia

All'indomani della seconda guerra mondiale, di fronte alle necessità di "incrementare l'occupazione operaia, agevolando la costruzione di case per lavoratori", il Comitato di Attuazione dell'INA-Casa acquistò l'area a nord della ferrovia, ampiamente non urbanizzata, e sotto la direzione dell'architetto e urbanista Giovanni Astengo realizzò un quartiere ex novo, noto fin da subito col nome Falchera (l'attuale Falchera Vecchia).
Il progetto, realizzato fra il 1952 e il 1954, diede vita a un borgo a sé stante rispetto al resto della città, caratterizzato da uno schema di condomini sistematicamente a tre piani e dalle caratteristiche facciate in mattone rosso; i caseggiati, articolati in tre o quattro ali che si raccolgono su ampie aree di verde pubblico, sono disposti a raggiera attorno a un centro comune, che ha il suo cuore nell'attuale piazza Giovanni Astengo (già piazza Falchera fino al 2007), la piazza centrale del quartiere. Attorno alla piazza, sul lato est, venne inaugurata nel 1957 la Parrocchia di San Pio X, con annesso l'ampio oratorio a tutt'oggi esistente, e negli anni furono realizzati diversi servizi quali, ad esempio, la scuola materna e la scuola elementare Antonio Ambrosini.
Dal punto di vista urbanistico, i nomi delle vie furono curiosamente ispirati al mondo floreale (per la precisione ai nomi degli alberi), escludendo da questa logica solo il viale e la piazza centrali (viale Falchera e piazza Giovanni Astengo). Rimasero inalterati, tuttavia, i vecchi nomi delle strade preesistenti (strada della Barberina, strada dell'Antioca, strada vicinale dell'Abbadia di Stura, ecc.), mentre il circondario delle Ranotte sviluppò un'odonomastica tutta sua legata ai nomi dei fiumi (con l'unica eccezione di via Antonio Sant'Elia).
Una breve parentesi riguardo a quest'ultima zona, mai interessata dai piani di edilizia pubblica (diversamente da gran parte del quartiere): per quanto piccola e circoscritta nell'ambito di poche vie, l'area delle Ranotte ha conosciuto uno sviluppo diverso rispetto a quello di Falchera Vecchia, sia sotto l'aspetto urbanistico-edilizio sia dal punto di vista commerciale e di servizi pubblici. Edificata in edilizia privata, la zona è infatti composta di qualche casa indipendente e di condomini di piccole o medie dimensioni, sviluppati in un classico sistema viario a griglia (secondo la concezione tipica dell'urbanistica torinese); ancora oggi sono attivi diversi servizi pubblici (studio medico, studio dentistico, centro di assistenza fiscale, ecc.) oltre a un certo numero di esercizi commerciali, mentre in passato la zona contava anche un cinema di quartiere.
Un po' diverso è il caso di strada della Barberina, che, per via del suo isolamento rispetto al centro di Falchera, risulta meno sviluppata dal punto di vista di strade e abitazioni (frutto anch'esse di edilizia privata) e ancora oggi mantiene l'aspetto di un piccolo sobborgo rurale.

### Falchera Nuova

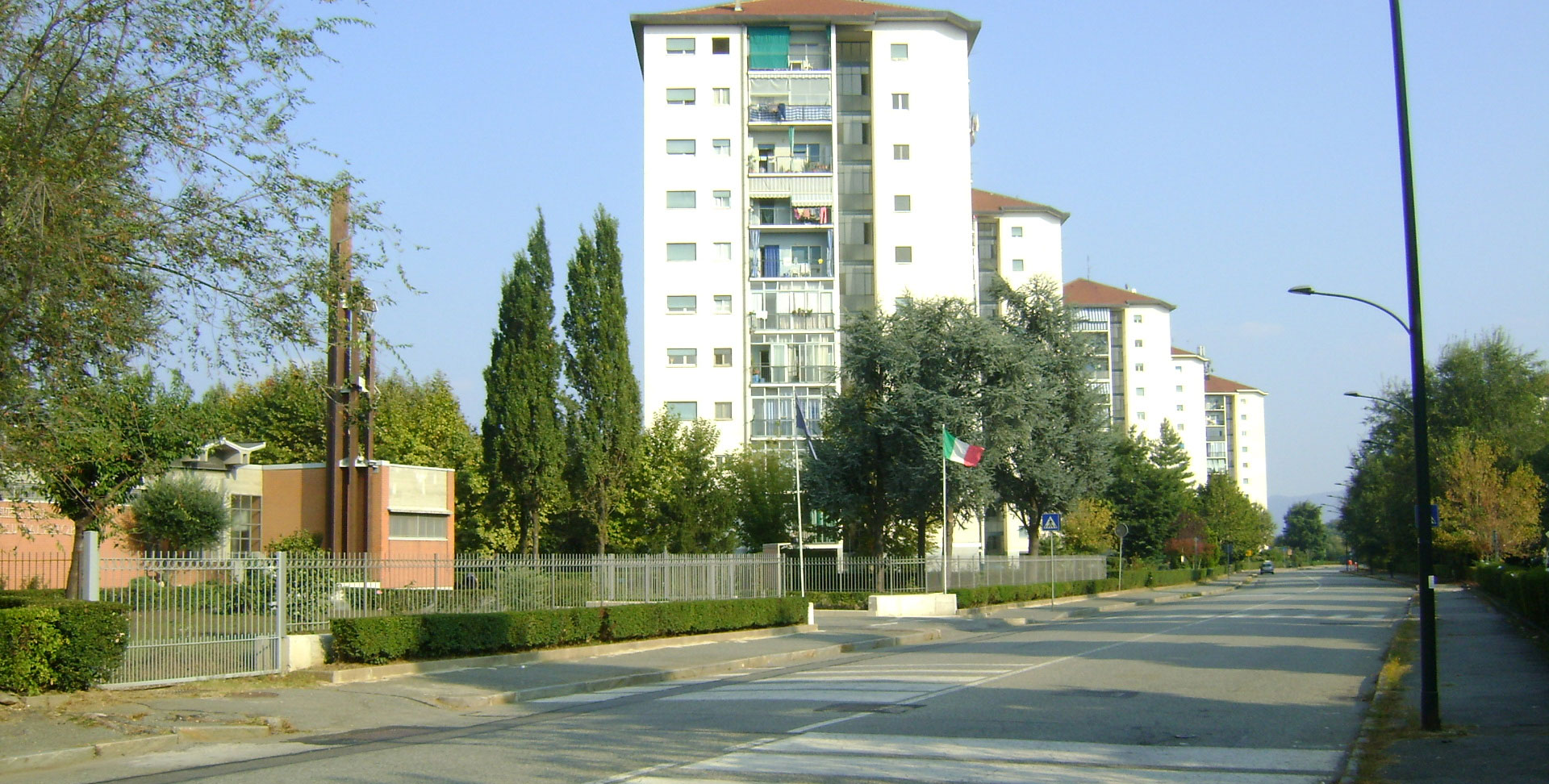
Cinque torri bianche della Falchera Nuova

Nei primi anni settanta, a seguito del costante aumento demografico in città, il quartiere della Falchera venne ampliato nei suoi confini settentrionali, realizzando così un nuovo nucleo urbano noto con il nome di Falchera Nuova.
Caratterizzata da edifici parzialmente a schiera (di 4 piani) e parzialmente a torre (sedici edifici di 10 piani), disposti in maniera lineare e dalle facciate rosse o bianche, la Falchera Nuova conobbe uno sviluppo urbanistico e architettonico diverso da quello della Falchera Vecchia (fra le differenze maggiori, ad esempio, vi fu il ricorso a sistemi di prefabbricazione), uno sviluppo che, come nel caso dell'INA-Casa per Falchera Vecchia, fu strettamente vincolato alle richieste Gescal e IACP (l'attuale ATC), una difficile integrazione con il resto della città a causa del suo relativo isolamento territoriale.
 Durante gli anni settanta il nuovo quartiere si dotò di strutture scolastiche (scuola materna, scuola elementare e scuola media) e progressivamente di servizi sociali e commerciali (lungo via degli Abeti) e nel 1976 inaugurò la Parrocchia di Gesù Salvatore.

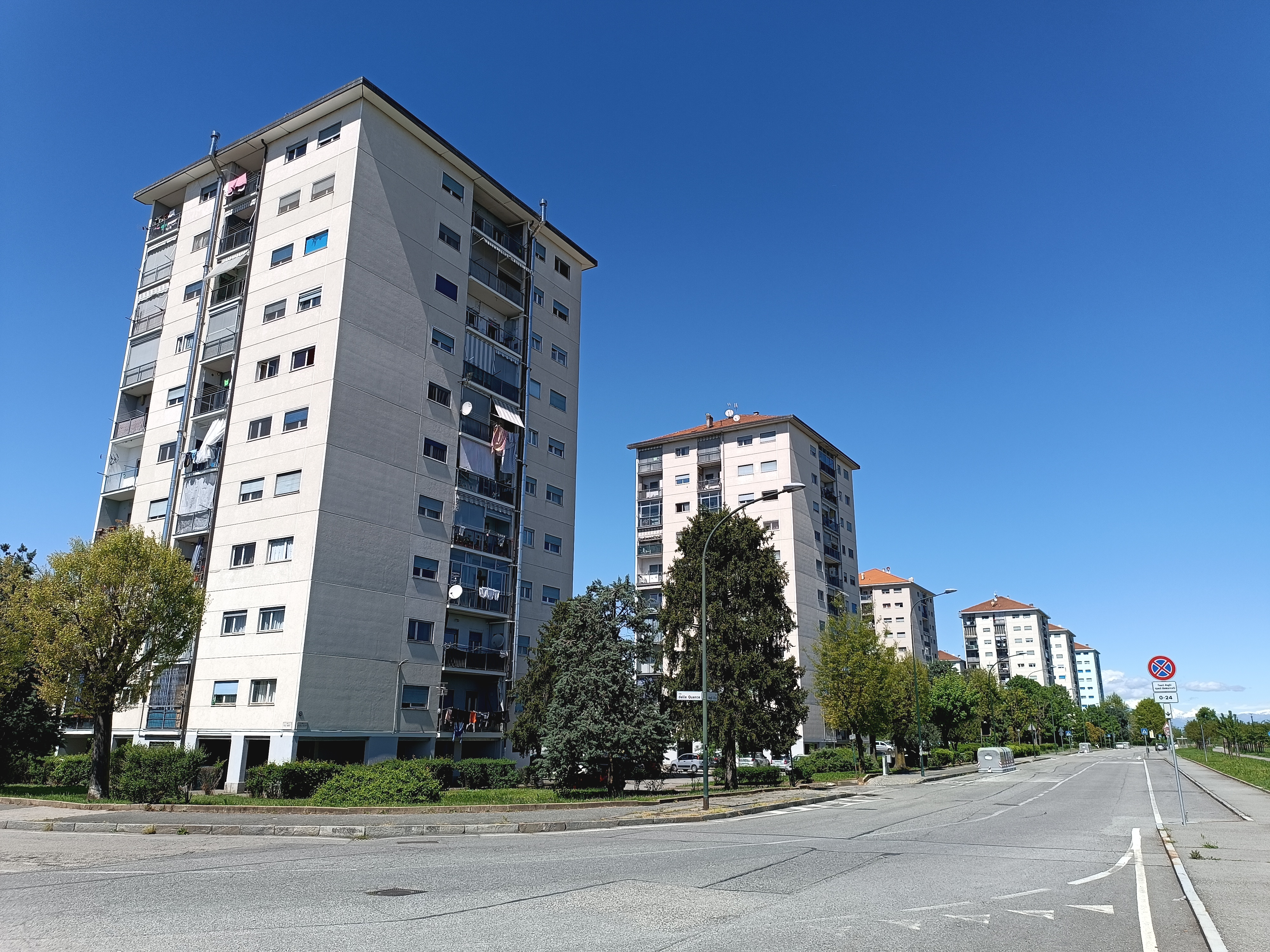
"Torri bianche" in Via degli Ulivi

Va ricordato, a difesa della memoria storica, che nell'area est dell'odierna Falchera Nuova un tempo sorgeva la cascina Gli Stessi, di origine settecentesca e ancora attiva alla fine degli anni sessanta. Anche noto come Gli Istesi o cascina della Mensa Arcivescovile di Torino, l'edificio venne abbattuto nei primi anni settanta per far posto al nuovo quartiere. A pochi passi dalla cascina si stendeva un boschetto molto fitto con al suo interno un piccolo specchio d'acqua, chiamato da tutti "Laghetto", dal quale la gente attingeva l'acqua per dissetarsi; nei medesimi anni, tuttavia, al posto del laghetto venne costruito il Centro Commerciale di Falchera Nuova, ancora oggi presente lungo via degli Abeti.
Dal punto di vista urbanistico Falchera Nuova mantiene la stessa toponomastica stradale di Falchera Vecchia, ispirata ai nomi degli alberi, anche se la disposizione del tracciato stradale è notevolmente diversa rispetto a quella del vecchio quartiere.

Le due eccezioni toponomastiche sono i casi di piazza Tonino Miccichè, dedicata ad un militante di Lotta Continua ucciso il 16 aprile 1975 da una guardia giurata durante le lotte per l'occupazione delle case, e piazzale Volgograd.

## Estensione
È delimitato:
- a nord dai confini di Mappano (delineati indicativamente dalla tangenziale nord)[19]
- a est dai confini di Settimo Torinese
- a sud dalla ferrovia Torino-Milano e da un breve tratto del torrente Stura di Lanzo
- a ovest dal raccordo autostradale Torino-Caselle

Oltre ai comuni di Mappano e Settimo, la Falchera confina dunque con i quartieri del Villaretto (lato ovest) e di Pietra Alta (lato sud), assieme ai quali condivide buona parte dell'Oltrestura torinese (relativamente all'abitato della zona).
Per consuetudine locale, la zona viene suddivisa in tre borgate:
- Borgo Vecchio
- Falchera Vecchia
- Falchera Nuova[21]

le quali da Strada Provinciale di Cuorgnè si sviluppano in direzione est; il versante ovest, dal canto suo, ha conosciuto una minore espansione urbanistica e architettonica (per lo più lungo strada della Barberina) e presenta ampi tratti di territorio a tutt'oggi non urbanizzati.

## Luoghi di interesse

### Cascina Falchera

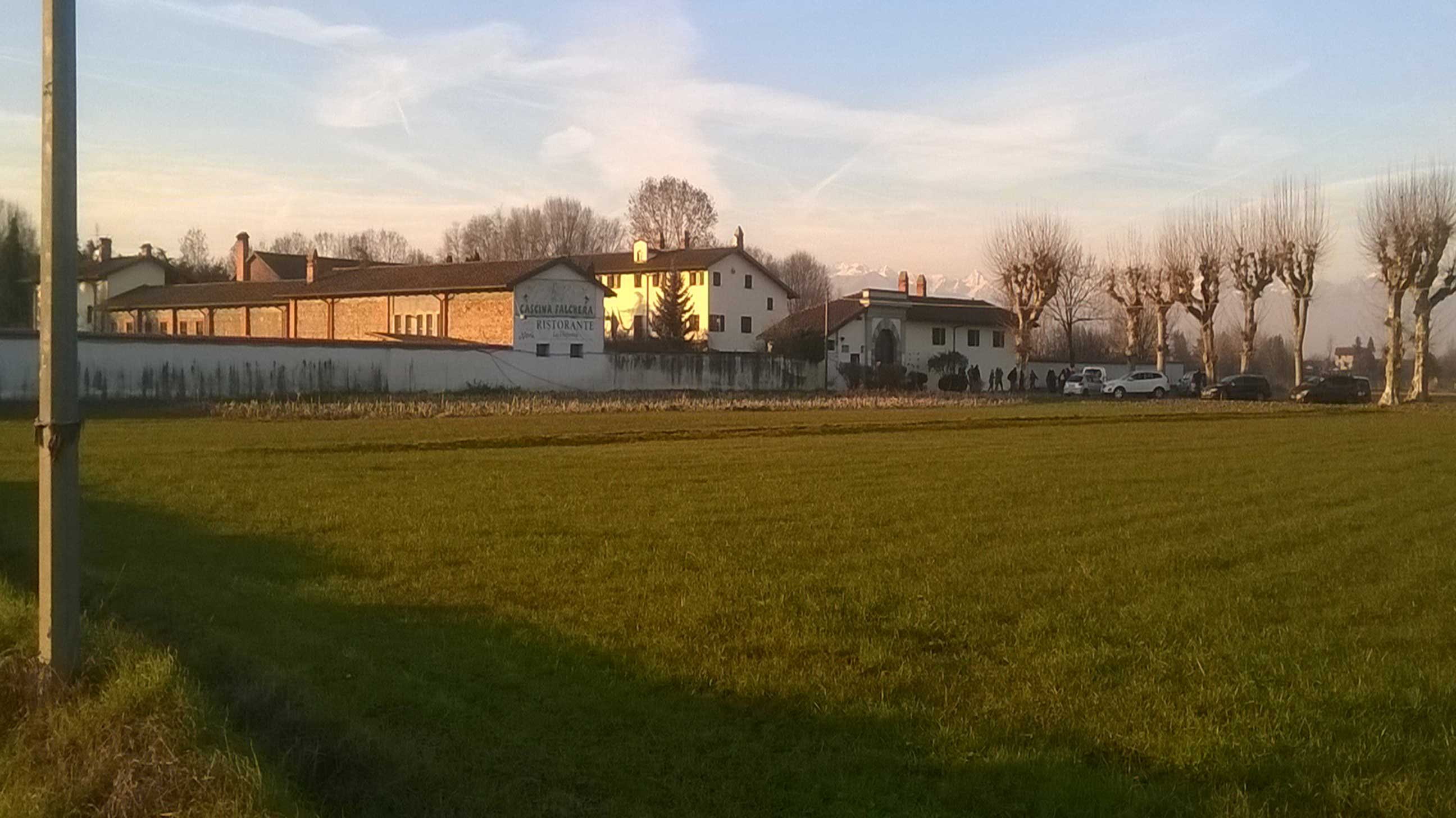
Cascina Falchera, ingresso e facciata sul lato orientale

Sul lato ovest di strada provinciale di Cuorgnè sorge la cascina Falchera, un antico cascinale di inizio Settecento che, grazie alla sua imponenza e centralità lunga la tratta del vecchio borgo, finì col prestare il suo nome all'intero quartiere.
In origine la cascina apparteneva alla famiglia Falchero, che a partire dalla metà del Seicento fu tra le famiglie di maggior prestigio all'interno della Parrocchia di Lucento (comprendente un ampio territorio tra la Dora e lo Stura, oltre una parte dell'Oltrestura). Gestita a lungo dai Falchero, di cui si ricordano ad esempio i fratelli Giacomo e Francesco, proprietari nel 1790, col passare dei secoli la cascina cambiò proprietà finché, fra gli anni ottanta e novanta dello scorso secolo, l'Ufficio Tecnico del Comune di Torino modificò pesantemente il complesso rurale, allestendo al suo interno laboratori botanici e spazi didattici (a cura dell'Assessorato all'Ambiente in collaborazione con l'Assessorato all'Istruzione).
Attualmente la cascina Falchera ospita il "Centro di Cultura per l'Educazione all'Ambiente e all'Agricoltura della Città di Torino", una fattoria didattica, cioè, con un'area dedicata all'allevamento e una alla coltivazione, un laboratorio di trasformazione alimentare, spazi polifunzionali e ricreativi, nonché una sala riunioni. Fanno inoltre parte della struttura un ristorante e un ostello.

### Laghetti della Falchera

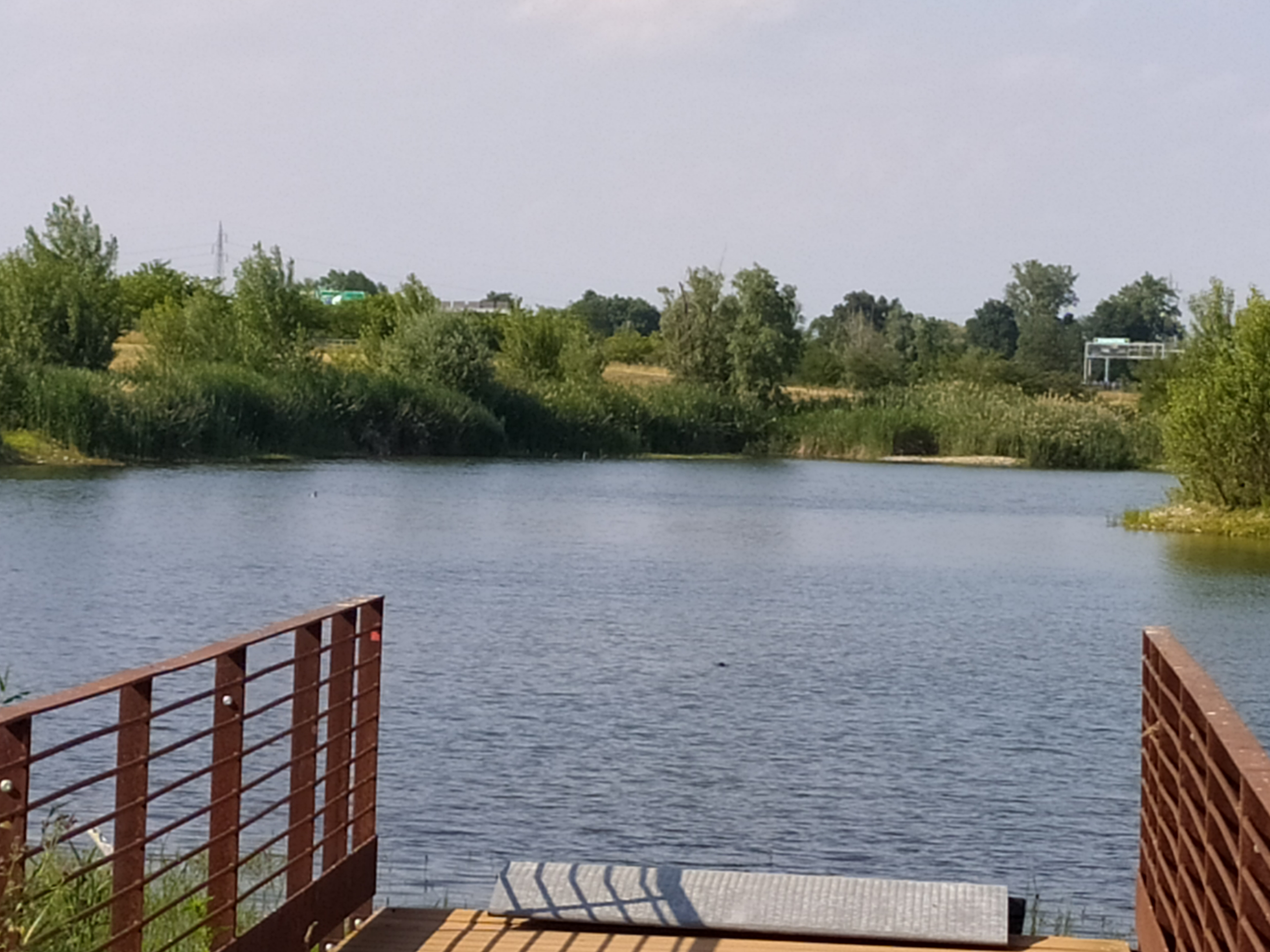
Vista laghetti della Falchera

Nell'area a nord-est di Falchera Nuova, in una porzione di territorio mai edificato, si stendono i cosiddetti laghetti della Falchera, due grandi specchi d'acqua artificiali che, assieme ai campi circostanti, costituiscono l'estremo confine nord-est del quartiere, a ridosso della tangenziale nord. È interessante notare che questi laghetti non sono sempre esistiti, ma come il resto della Falchera fanno parte di un processo evolutivo che ha accompagnato la storia del quartiere.
Fino alla fine degli anni sessanta, in effetti, il terreno su cui essi sorgono si presentava come una grande spianata di terra in superficie; il territorio, tuttavia, è sempre stato molto acquitrinoso e ricco di acque sorgive nel sottosuolo. Al momento di costruire la Falchera Nuova, poco più a sud dell'area in questione, ci si rese conto che il terreno presentava delle difformità in fatto di livelli, cosa che rendeva difficile l'edificazione dei nuovi caseggiati. Si pensò allora di ovviare all'inconveniente estraendo terra e ghiaia da riporto dalla spianata a nord-est, così da riutilizzarla per livellare la superficie del nuovo quartiere in costruzione.
Per via indiretta, questa soluzione portò alla nascita degli odierni laghetti. Difatti, la terra e la ghiaia rimossi produssero un invaso molto grande nell'area di estrazione, facendo affiorare in superficie parte dell'acqua proveniente dal sottosuolo. Alla formazione dei laghetti, inoltre, contribuirono anche gli scavi per la costruzione della tangenziale nord, seguendo un processo simile a quello descritto per la Falchera Nuova.
Nel corso degli anni, l'area dei laghetti è stata abbandonata all'incuria. Per via di ciò si è formulato un progetto di riqualificazione dell'intera zona, che ha visto nascere un parco urbano con pista ciclabile e giochi per bambini attorno ai laghi (inaugurato ad inizio agosto 2020).

## Servizi

### Architetture religiose

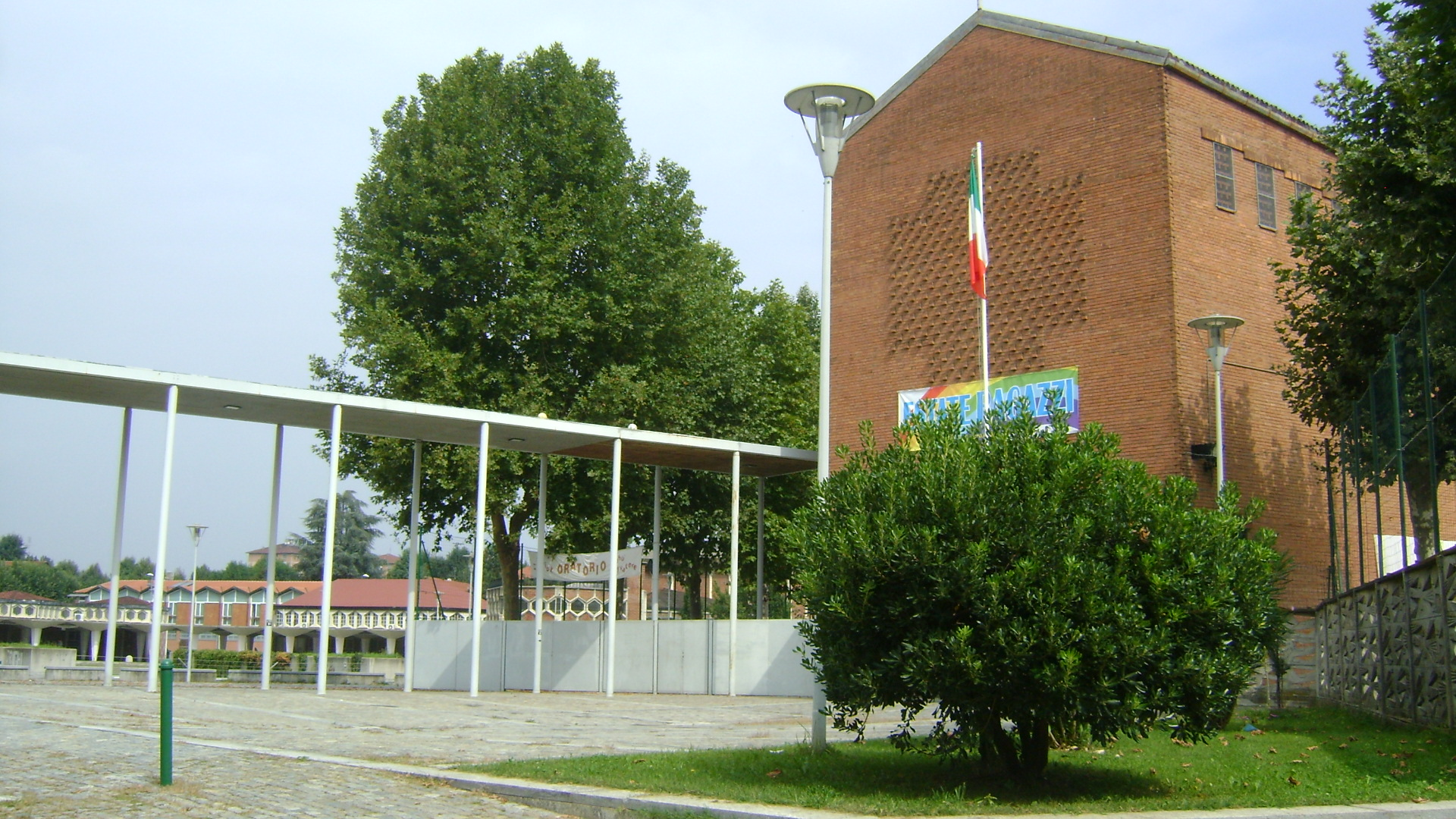
Parrocchia di San Pio X, nei pressi di piazza Astengo

A Falchera vi sono due chiese, che in entrambi i casi sono anche due parrocchie. La più vecchia delle due, appartenente al territorio di Falchera Vecchia, è la Parrocchia di San Pio X (inaugurata nel 1957), mentre la più recente, sita a Falchera Nuova, è la Parrocchia di Gesù Salvatore (inaugurata nel 1976): sia l'una che l'altra dispongono anche di un piccolo oratorio con parco giochi.

### Scuole
Se si esclude la vecchia scuola di Ponte Stura (attiva fino al 1983 come scuola media succursale), la Falchera conta due scuole materne, due scuole primarie e una scuola secondaria di primo grado. Alla Falchera Vecchia hanno sede la scuola dell'infanzia San Pio X e la scuola elementare Antonio Ambrosini; alla Falchera Nuova risiedono la scuola materna Rosa Luxemburg, la scuola elementare Pablo Neruda e la scuola media inferiore Leonardo Da Vinci (anche nota come Istituto comprensivo Leonardo Da Vinci).

### Servizi culturali e sociali

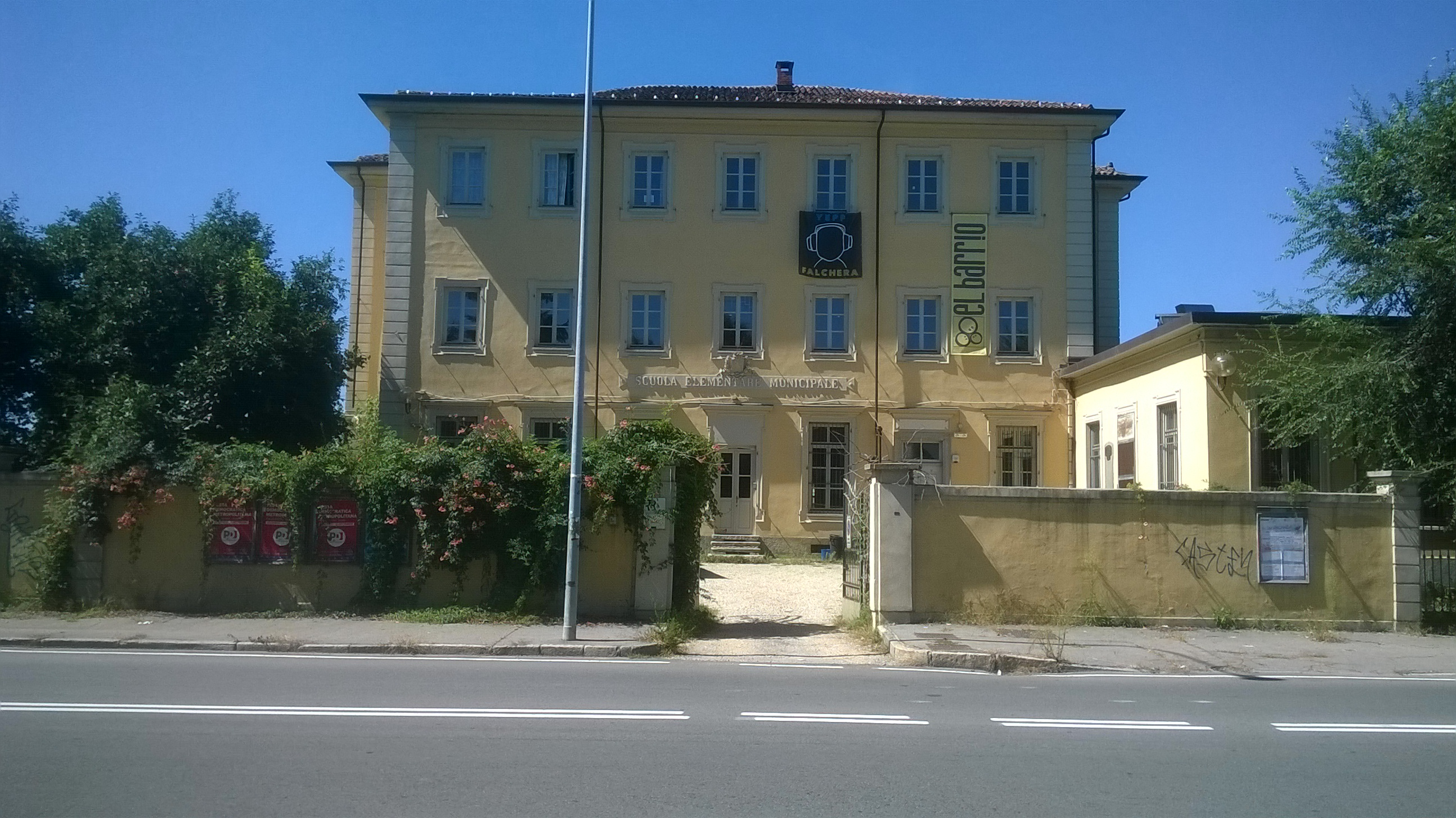
La vecchia scuola di Ponte Stura, oggi sede del centro El Barrio

Fra i servizi dedicati alla cultura e all'informazione vanno menzionati la biblioteca civica Don Lorenzo Milani, sita dal 2014 in una vecchia ala della scuola Antonio Ambrosini, e il giornale Gente di Falchera, un periodico locale che, a partire dal 1993, offre uno strumento di espressione e coinvolgimento riguardo alle vicissitudini del quartiere.
Nell'ambito dei servizi sociali offerti ai giovani va ricordato il Centro per il Protagonismo Giovanile El Barrio, spazio di "creatività e socializzazione" dedicato a "musica, arte, creatività, solidarietà internazionale, stili di vita, sviluppo sostenibile".

### Sport
All'interno delle strutture oratoriali, in particolar modo presso l'Oratorio San Pio X, ha sede una polisportiva giovanile salesiana (PGS Conquista), che agli sport di squadra unisce attività di fitness, ginnastica dolce e ginnastica adulti. Sia alla Falchera Vecchia che alla Falchera Nuova, inoltre, vi sono due grandi impianti sportivi dotati di campi da calcio, campi da calcetto, campi da tennis e, nell'impianto della Falchera Vecchia, anche di un campo di tiro con l'arco.

### Parchi e verde pubblico
Grazie alla sua peculiare pianta urbanistica, la Falchera gode di molti spazi di verde pubblico, ai quali vanno aggiunti tre parco giochi attrezzati, rispettivamente a Falchera Vecchia, in via delle Betulle, e Falchera Nuova, in piazzale Volgograd. 
Un tempo in stato di degrado, inoltre, l'area dei laghetti è stata oggetto del sopra citato piano di bonifica e riqualificazione del quartiere, con l'intenzione di adibirla nuovamente a parco urbano (comprendente fra l'altro servizi e piste ciclabili).

## Infrastrutture e trasporti

### Strade

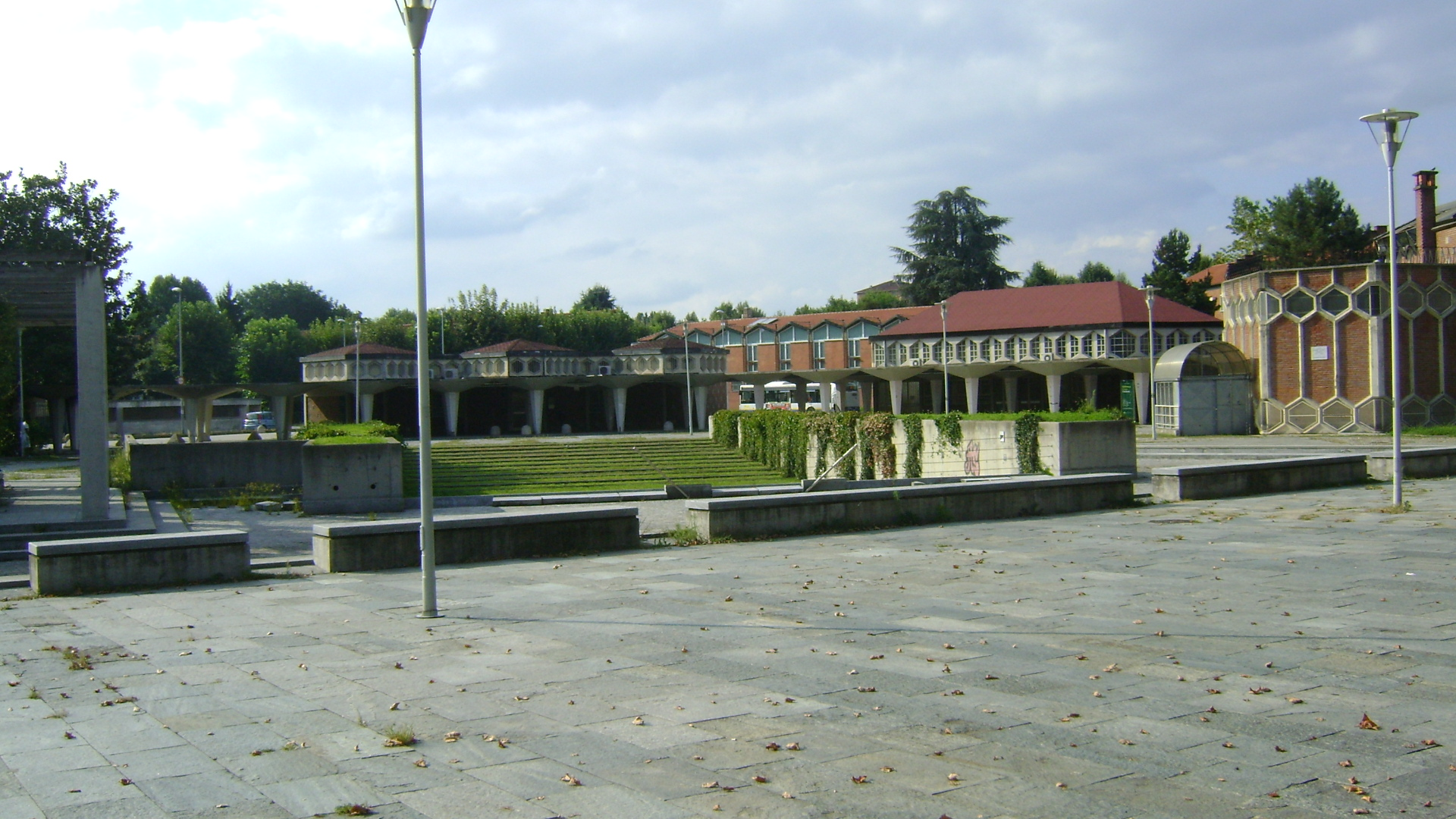
Piazza Giovanni Astengo (già piazza Falchera)

A causa del suo isolamento e della sua posizione periferica, la Falchera è un territorio di poco passaggio per i non residenti, che attraversano la zona principalmente da strada provinciale di Cuorgnè in direzione Torino o provincia. Questo fatto è dovuto allo sviluppo stesso del quartiere, che, racchiuso in gran parte nel quadrilatero ferrovia-autostrada-tangenziale-strada provinciale, era accessibile sino al 2020 quasi esclusivamente dalla provinciale di Cuorgnè, se si escludono due accessi più indiretti ed estremamente marginali nel sistema viario locale (uno proveniente da Settimo Torinese e l'altro dalle Basse di Stura).
Da luglio 2020, dopo sei anni di lavoro dalla sua approvazione, un nuovo cavalcavia a due corsie, con annessa pista ciclopedonale, congiunge corso Romania alla Falchera, scavalcando la ferrovia e la stazione Stura.

Il quartiere, ad ogni modo, gode di due piazze principali al suo interno, distribuite rispettivamente a Falchera Vecchia (piazza Giovanni Astengo) e Falchera Nuova (piazzale Volgograd).

### Trasporti urbani, suburbani e tranviari

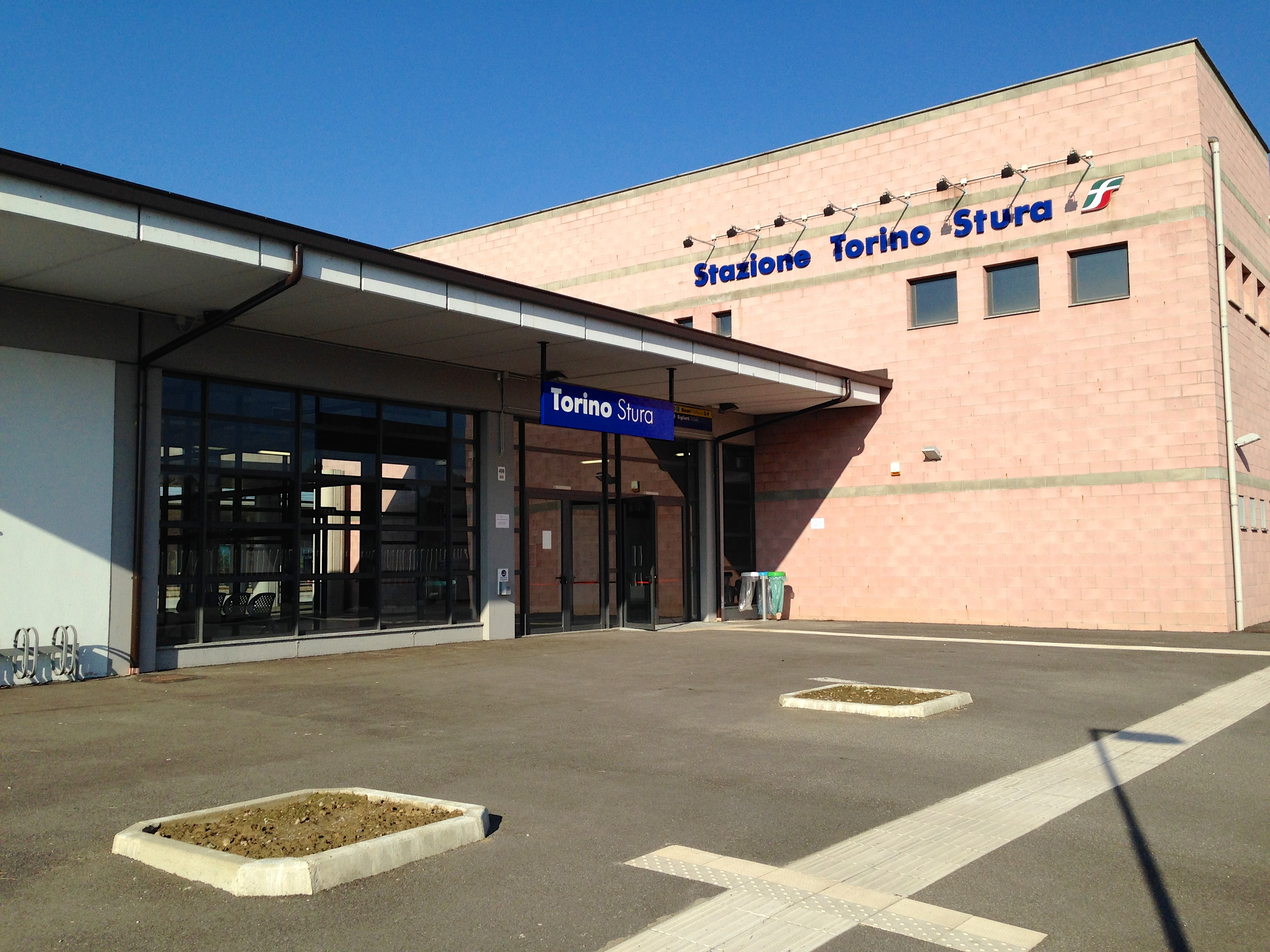
Stazione di Torino Stura

Falchera è raggiungibile sia attraverso la rete urbana e suburbana (le linee principali sono il 50 e il 46), sia attraverso la rete tranviaria di Torino (linea 4). Alla stessa maniera del 50, anche il 4 fa capolinea a Falchera Nuova, mentre il 46 prosegue in direzione Mappano. Altre linee secondarie (le cosiddette "navette" o gli "speciali stabilimento") attraversano ancora il quartiere e lo collegano sia a Torino sia alla provincia torinese, specialmente alla cintura nord.
Va ricordato, inoltre, che l'allungamento della linea 4 sino a Falchera è relativamente recente (anno 2006) e, tramite un tunnel che passa al di sotto della ferrovia, permette di collegare i due poli opposti della città: la Falchera nella periferia nord e Mirafiori nella periferia sud.

### Trasporti ferroviari

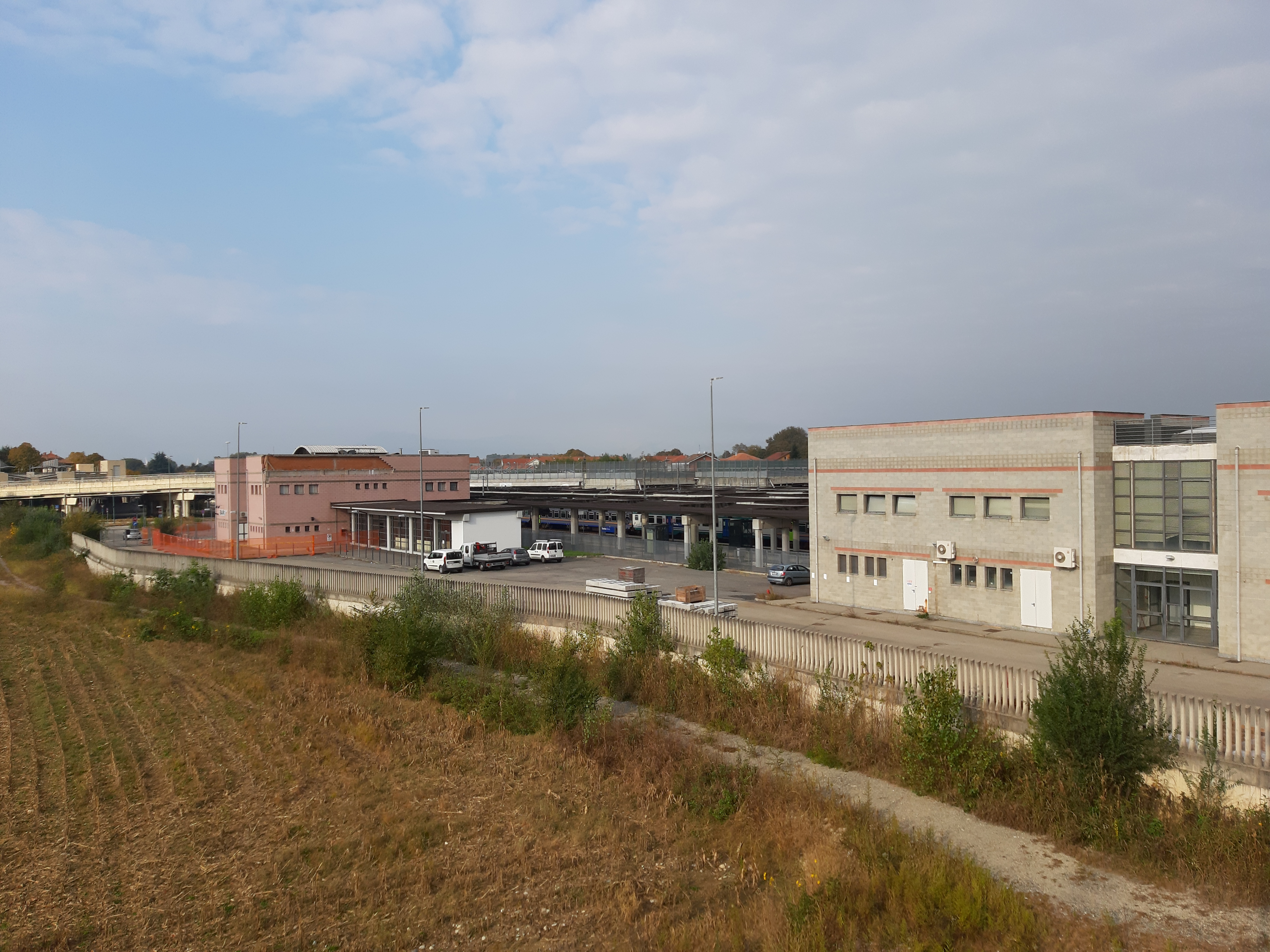
Stazione Stura

Fra le infrastrutture più importanti del quartiere vi è la stazione di Torino Stura, che, posta sul lato sud di Falchera (al confine con Pietra Alta), è attraversata dalla Torino-Milano e dal passante ferroviario di Torino. L'intera struttura, comprensiva di binari ferroviari e fabbricato viaggiatori, è stata ricostruita e potenziata fra il 2006 e il 2011.
Nell'estate del 2015, RFI ha indetto un evento di arte urbana che ha portato alla realizzazione di numerosi murales lungo le pareti della stazione Stura, sui muri delle banchine nel sottopasso ovest e su una parete all'ingresso: all'opera hanno partecipato sessanta artisti provenienti dalla scena italiana ed europea.

## Galleria d'immagini

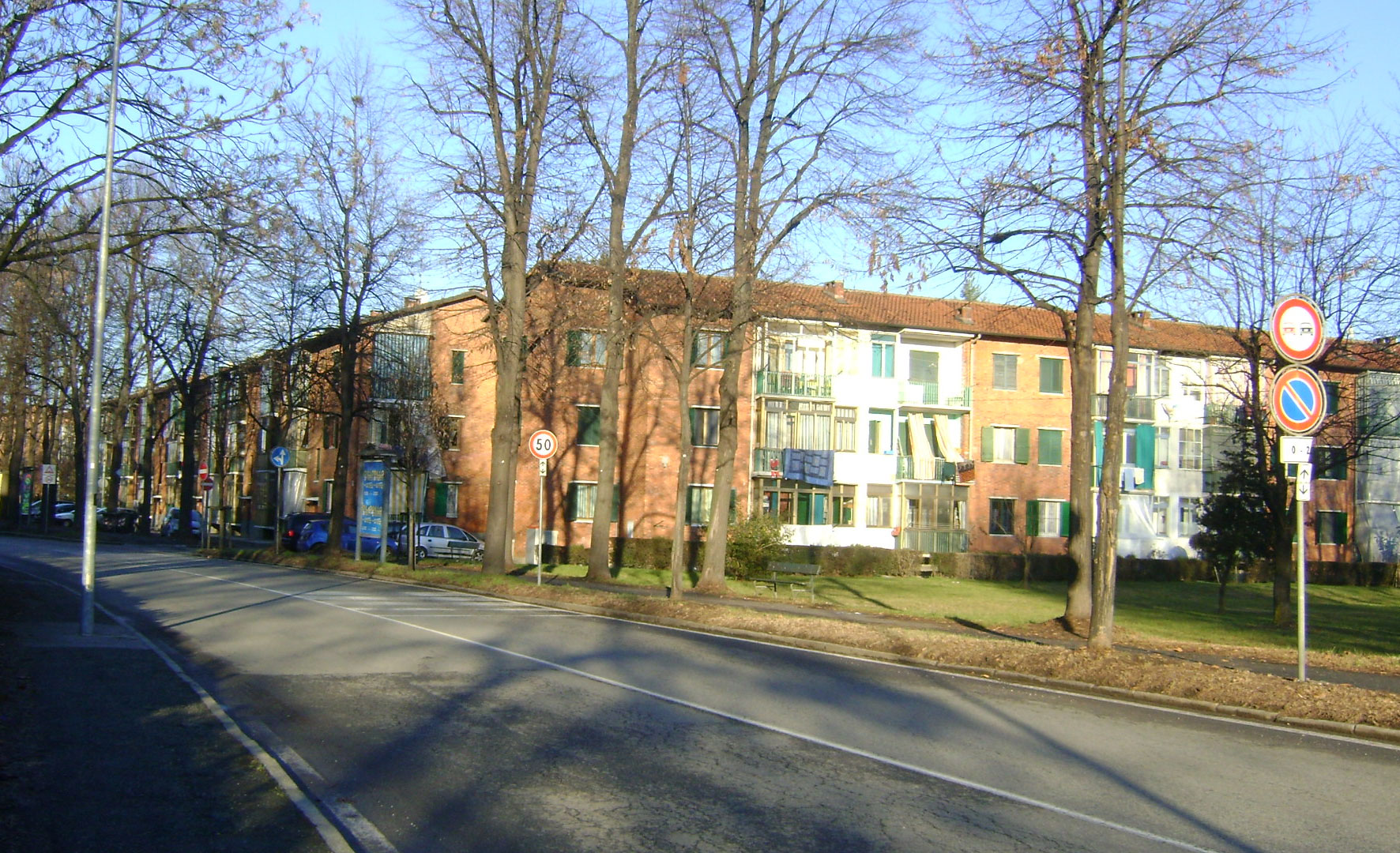
Scorcio di Viale Falchera nei pressi di Falchera Vecchia
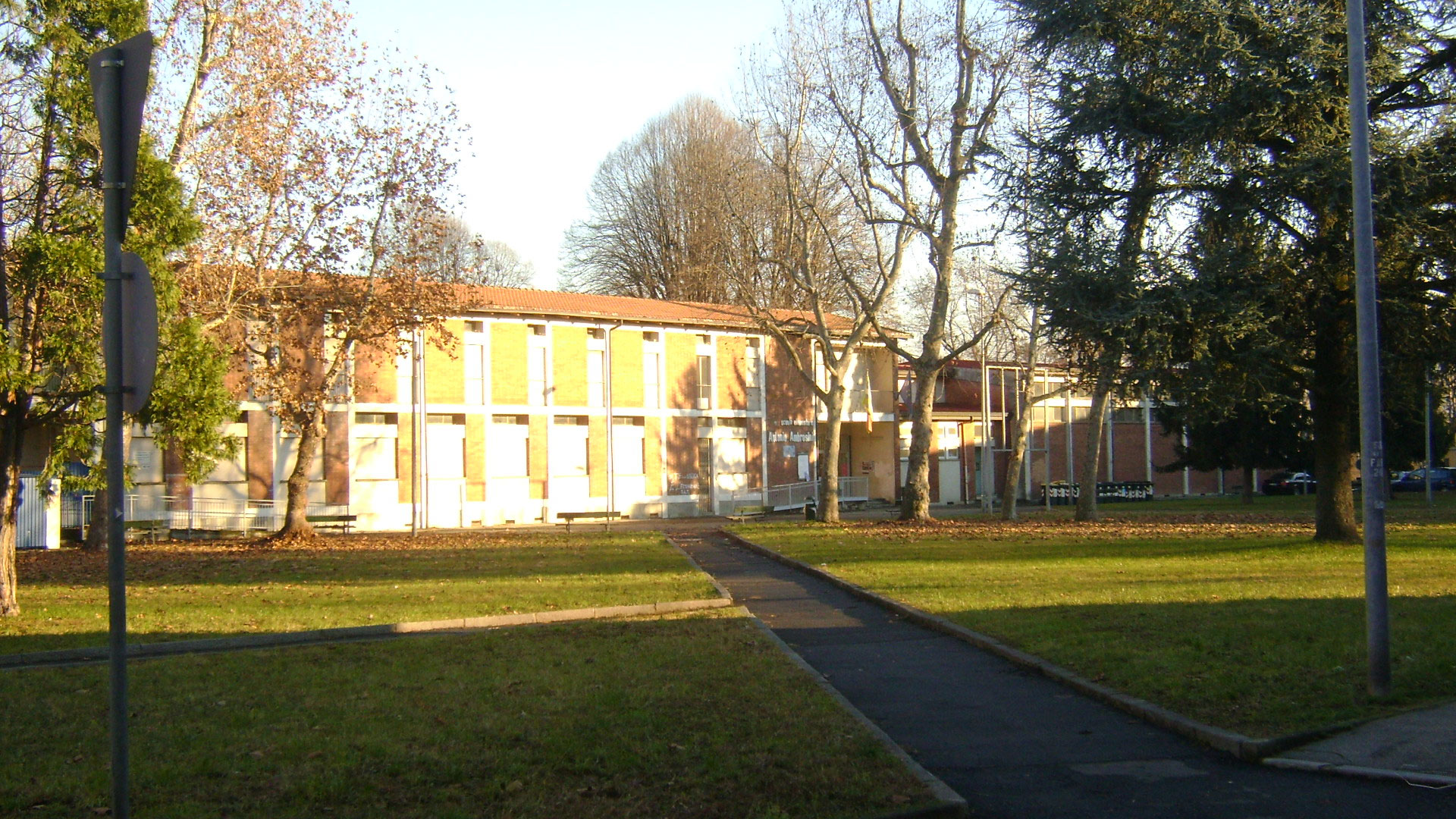
Scuola elementare Antonio Ambrosini nei pressi di Falchera Vecchia
Murali di recente fattura (2015) realizzati a Falchera Vecchia